# Penhook
Penhook is een plaats (census-designated place) in de Amerikaanse staat Virginia, en valt bestuurlijk gezien onder Franklin County.

## Demografie
Bij de volkstelling in 2000 werd het aantal inwoners vastgesteld op 726.

## Geografie
Volgens het United States Census Bureau beslaat de plaats een oppervlakte van
32,7 km², waarvan 28,9 km² land en 3,8 km² water. Penhook ligt op ongeveer 222 m boven zeeniveau.

## Plaatsen in de nabije omgeving
De onderstaande figuur toont nabijgelegen plaatsen in een straal van 24 km rond Penhook.